# Papež Benedikt XI.
Papež Benedikt XI., rojen kot Nicholas Boccasini, italijanski dominikanec in teolog, papež in blaženec, * 1240, Treviso (Benečija, Sveto rimsko cesarstvo); † 7. julij 1304, Perugia, Papeška država, Sveto rimsko cesarstvo.

## Življenjepis

### Mladost
Nikolaj Boccasini se je rodil v Trevisu v Benečiji 1240. 
Očetu je bilo ime Boccassio, materi pa Bernarda. Bila sta revnega rodu; oče je bil pisar, mati pa perica pri grofih na Col San Martino. Pri šestih letih je ostal sirota brez očeta. Na pomoč mu je priskočil stric po očetu Boccasino, ki je bil župnik pri Svetem Andreju v Trevisu; on je vedoželjnega dečka tudi prvi poučeval. Po njem je dobil tudi priimek Boccasini.
O mladosti imamo prvo zanesljivo pričevanje v oporoki dominikanskega novinca v Bologni, Castellana iz Col San Martina, ki je 2. oktobra 1256 zapustil vsoto 25 beneških liber v korist Nikolaju pod pogojem, da se odloči za vstop v red. Nekaj mesecev pozneje je njegov redovniški poklic popolnoma dozorel: 1257 so ga sprejeli v dominikanski zavod v Trevisu. Glede študijev ni veliko podatkov: po nekaerih poznejših virih je študiral logiko v Milanu od 1262 do 1268; pozneje je postal »lektor« - profesor, najverjetneje teologije, v različnih samostanih, gotovo pa v Benetkah.

### Cerkvena kariera
Po štirinajstih letih študijev je postal »lector« (master) ter predavatelj teologije na več vseučiliščih širom Evrope. Odlikoval se je v izobraženosti in pobožnosti ter postal prior, provincial in od 1296 do 1298 mojster reda bratov pridigarjev (dominikancev).
V tistem času je nasprotovanje zoper Bonifacija VIII. prihajalo vedno bolj do izraza. Novi vrhovni predstojnik – mojster – je svojim podložnikom strogo prepovedal, da bi na kakršenkoli način izražali naklonjenost do papeževih nasprotnikov; poleg tega je branil v svojih govorih zakonitost njegove izvolitve. Ta Nikolajeva zvestoba je držala do konca in ni ostala skrita Bonifacijevim očem; večkrat mu je izražal svojo naklonjenost in zaupanje. Nič čudnega: Nikolaj se je namreč odlikoval po krotkosti in resnosti, veselosti in ponižnosti. Skupaj z dvema kardinaloma je Nikolaj sestavlal pomembno odposlanstvo, ki je doseglo premirje med vojskujočima se stranema: Anglijo – kraljem Edvardom in Francijo – kraljem Filipom. 

4. decembra 1298 je Boccasinija papež povzdignil v kardinala pri Santa Sabina all'Aventino; nato je 1300 postal kardinal-škof v Ostiji in Veletriju ter dekan kardinalskega zbora.
Ker je bila Ogrska v tistem času na robu državljanske vojne, ga je papež poslal kot odposlanca a latere, da bi posredoval za mirno rešitev spora. Ko se je vrnil v Rim, se je hud spor med papežem in Filipom dosegel vrhunec. Ko so papeževi sovražniki 7. septembra 1303 zasedli papeško palačo v Anagniju, sta ob strani pogumnemu pontifiku od vseh prelatov ostala le dva kardinala: ostijski in sabinski škof, da bi ga branila pred nasiljem Viljema Nogareta in Sciarra Colonna.

## Papež
Mesec dni po napadu je papež Bonifacij VIII. dobil visoko vročino; nekateri viri menijo, da so ga sovražniki zastrupili – in je umrl. Nikolaj ga je mu je stal ob strani v času napada in ga spremljal v Rim, kjer je skrbel zanj vse do smrti.
Po devetdnevju  - ki je bilo potrebno po papeževi smrti v skladu s konstitucijo Gregorja X. »Ubi periculum« iz 1274 so kardinali 22. oktobra 1303 že pri prvem glasovanju v Vatikanu enoglasno izvolili Boccasinija za papeža z imenom Benedikt XI. Ime si je izvolil v znamenje hvaležnosti do svojega dobrotnika in predhodnika Bonifacija, ki se je prej imenoval Benedetto (=Benedikt) Caetani. Posvečen in kronan je bil 27. oktobra v Vatikanu v navzočnosti kralja Karla II.  

Pripovedujejo, da ga je po izvolitvi želela obiskati tudi njegova mati. V preprosti obleki služkinje jo je bilo sram obiskati sina-papeža, zato si je pri imenitnih rimskih gospeh na njihov nasvet sposodila svilene obleke. Ko jo je zagledal sin, sedaj papež Benedikt, je dejal: »To ni moja mati – ona je vendarle preprosta perica«. Mater je to prizadelo, toda razumela je nauk. Vrnila je sposojene obleke in se prikazala v svoji revni in preprosti obleki ter prišla zopet na obisk: »To pa je moja mati!« je dobrovoljno vzkliknil papež, ji stopil naproti in jo obsul z vsem častmi, ki so ji pripadale – seveda jo je rešil tudi revščine, s katero se je dotlej otepala. 

Kot prvo nalogo si je zadal obnovitev miru s francoskim dvorom. Takoj po njegovi izvolitvi je Filip poslal tri odposlance k papežu, ki so nosili kraljevo pismo z voščili. Kralj je v njem izražal svojo poslušnost in spoštovanje, ter je priporočil papeževi naklonjenosti kraljestvo in Cerkev v Franciji. Benedikt je menil, da je treba odpuščati in delati za povrnitev miru, zato je Filipa in njegove podložnike odvezal od vseh cerkvenih kazni, s katerimi jih je obtežil njegov prednik – ne da bi kralj za to prosil. Tudi oba kardinala Colonna je odvezal vseh cenzur, toda ni jima vrnil niti položaja niti premoženja, da ga ne bi zlorabila. To blagonaklonjenost je Benedikt izkazoval vztrajno, ne da bi dal kakorkoli omadeževati spomin na svojega strogega prednika. 

### Dela
Iz Perugie so potekla najpomembnejša dejanja Benedikta XI., ki jih vsebujeta dve pravyaprav nasprotujoči si buli: prva maja, druga pa junija 1304. S prvo je napravil dejanje skrajne slabosti, ko je odvezal Filipa Lepega in njegove ministre od izobčenja, v katero so zapadli, ker so zlostavljali tiste prelate, ki so odšli v Rim na sinodo ali pošiljali Svetemu sedežu zakonite denarne prispevke; z drugo pa je pokazal energijo, za katero ne bi verjeli, da je je zmožen. 

V prvi buli je bil poln odpuščanja, in je torej omilil ali odpravil cerkvene kazni, razveljavil pa Bonifacijevo bulo »Clericos laicos«. V drugi buli pa ni imel milosti za napadalce na predhodnika in je potrdil izobčenje Nogareta, Sciarra Colonna in njunih poslušnikov, ter jim ukazal, da se morajo pojaviti pred cerkvenim sodiščem. V ta namen je izdal 7. junija 1304 bulo Flagitiosum scelus, s katero je zelo ostro obsodil neposredne udeležence napada na papeža Bonifacija VIII. Nad mestom Anagni je izrekel interdikt , ki je povzročil, da je mesto hitro propadalo in opustelo. Obsodil je 15 izvrševalcev sramotnega dejanja in jih izobčil, ter ukazal vrnitev cerkvenega zaklada, ki so ga pri napadu na Anagni naropali; ni niti sedaj obsodil njihovega očitnega nalogodajalca, kralja Filipa. 
  
Obsojenci se niso pojavili pred rimsko roto, ampak kazno je, da je postalo to pogumno dejanje usodno za samega papeža. Mesec dni za tem je namreč še sorazmerno mlad nenadoma umrl, ko je jedel sveže fige, komaj po tričetrletju vladanja, in sicer v Perugii, kamor se je v začetku 1304 umaknil izgovarjajoč se na nezdrav zrak, v resnici pa zaradi stalnih rimskih zdrah. 
Papež je napisal Komentar k Evanđelju po Mateju, Psalmom, Jobovi knjigi in Razodetju. Zanj, za njegovega sodobnika sv. Tomaža Akvinskega, ter druge dominikanske je teologija »znanost, ki brani načela vere zoper tiste, ki jih zanikajo in ki jih skuša doumeti ter napraviti ustrezne življenjske sklepe« (Lagrange). 
 

 

## Smrt in češčenje

### Skrivnostna smrt
Tudi njegovo smrt – kot Celestinovo in Bonifacijevo – zakriva tenčica skrivnosti. 

Vicentinski letopisec Ferreto pripoveduje, da se je francoski kralj Filip hotel maščevati pontifiku prek kardinalov Orsinija in Janeza Meniha, ter podkupil dva papeževa oproda, ki sta dala papežu priljubljene fige, ki pa so bile zastrupljene.
Tudi florentinski letopisec Villani pripoveduje o zastrupljenih figah; pravi pa, da mu jih je poslala njegova oboževalka, opatinja od Svete Petronile. Najsi bo, da je umrl od strupa (diamantnega prahu), ali pa, kot trdijo drugi, od prebavnih motenj, ki so jih povzročile fige – kazno je, da je minilo komaj mesec dni od omenjene bule.
Castiglione pripominja, da je bil »nenavaden način zastrupljenja«. 
Protestantovski zgodovinar Gregorovius meni, da je smrt za zastrupitvijo ali figami le zgodbica in da je papež – kot pišejo »Anali di Perugia«  - »odšel v boljše življenje naravne smrti«. 

Benedikt XI. je torej po slabih devetih mesecih papeževanja, 7. julija 1304, v Perugii umrl, ko je jedel sveže fige; dobil je hude krče, pa mu zdravniki niso mogli nič pomagati. Sumijo, da ga je dal prek svojih poslušnikov dal umoriti Nogaret, ki se ni hotel pomiriti z izobčenjem.

Češčenje, ki mu ga je ljudstvo skazovalo že za življenja in po smrti, je potrdil Klemen XII. , ki ga je 24. aprila 1736 prištel med blažene.

Njegov god slavijo na njegov smrtni dan, 7. julija in ga po 2. vatikanskem koncilu obhajajo v krajevnih Cerkvah kot neobvezni god oziroma spomin. 

### Ocena
Začenši z Benediktom XI. so se papeži in kurija oddaljili od Rima v Avignon, da se ne bi vrnili prej kot čez šestdesetletje. On je prvi »avinjonski« papež. Po drugi strani je treba poudariti, da je bilo avinjonsko ozemlje (danes ni več) papeško nič bolj in nič manj kot na primer Anagni ali Segni. Vrh tega, že v dveh predhodnih stoletjih je bil čas, ki so ga papeži preživeli zunaj Rima daljši od tistega, ki so ga preživeli v mestu. Na ta način bi morali zmanjšati pomen »babilonskega ujetništva« , ki ga je tako objokoval Petrarka. Najnovejše raziskave (novecento=20. stoletje) so ugotovile, da je temu res tako.
Glede Benediktove spravljivosti obstajajo nasprotujoča si mnenja. Tako nekateri menijo – kar je sicer osamljeno mnenje – da je bilo papeževo odpuščanje popolno:
Takoj po nastopu pontifikata je sledila politika pomiritve – najsi bo glede družine Colonna, ki jih je pomilostil (rehabilitiral) ter vrnil v posest njihovih zaseženih imetij; dva kardinala Colonna, Jakoba (Giacomo) in Petra (Pietro) je zopet sprejel v kardinalski zbor – najsi bo glede odnosov s Francijo, ki je bila odgovorna za napad in sramoto v Anagniju - ki jo je odvezal od izobčenja in razveljavil tudi bulo Clericos laicos.
Večina zgodovinarjev pa v nasprotju s tem meni, da je papež sicer odvezal od izobčenja vpletena kardinala (kakor tudi Francijo in njenega kralja), kardinalske časti in premoženja pa jima ni vrnil, meneč, da bi to lahko zopet zlorabila. 

Da si bomo morda lažje predstavili zapleteni tek takratnih dogodkov, poglejmo še tole poročilo:
- april–maj 1304 – Benedikt XI. poskuša pomiriti duhove, ne da bi kogarkoli odvezal. Izobči Viljema Nogareta ter Sciarra Colonna; zavrne sprejem kardinalov Jakoba in Petra Colonna.
- 7. junij 1304 –  Papež objavi bulo obsojanja in izobčenja Flagitiosum scelus.
- 7. julij 1304 – Novi papež umrje v Perugii komaj mesec dni po izidu bule; razširila se je govorica, da je umrl zaradi uživanja svežih fig, ki so bile potrošene z diamantnim prahom.
- 1318 – Iz letopisov izhaja, da so pod Janezom XXII. 1318 obsodili frančiškana Deliziosija zaradi dejanj, ki bi bila s tem povezana; kljub temu pa niso razjasnili okoliščin Benediktove smrti. Umrl je v dosmrtni ječi, a da se nikoli ni prav zvedelo za pravi vzrok tako hude kazni.

Benedikt je bil  torej papež “pohleven in velikodušen, spravljiv in popustljiv, in prav zato” – kot opaža omenjeni Gregorovius – “sta ti buli (v Franciji) predstavljali znamenje smrti papeštva kot političnega telesa; zaznamovali sta njegovo umikanje s položaja gospostva, ki ga je užival v vesoljnem svetu, in sta pomenili tudi zaton njegove zgodovine.”